# Aiguille de l'Éboulement
A Aiguille de l'Éboulement (em francês:  Aiguille de l'Éboulement), que culmina a 3609 m de altitude, é uma das montanhas que formam o circo que rodeia a parte superior do Glaciar de Leschaux, o chamado  Grupo de Leschaux e se encontra na linha de fronteira entre a Alta Saboia, em França, e o Vale de Aosta em Itália.

## Topónimo
O topónimo, em francês:  éboulement, significa deslizamento de terra e tomou esse nome após um acidente deste tipo ocorrido em 1717.

## Acesso
O acesso é feito a partir do Refúgio de Leschaux a 2431 m.